# Cosmosoma admota
Cosmosoma admota là một loài bướm đêm thuộc phân họ Arctiinae, họ Erebidae.